# Parafia Nawrócenia św. Pawła Apostoła w Skórcu
Parafia Nawrócenia Świętego Pawła Apostoła w Skórcu – parafia rzymskokatolicka w Skórcu.
Parafia erygowana w 1711. Obecny kościół parafialny murowany, wybudowany w 1794. Mieści się przy ulicy Siedleckiej.
Terytorium parafii obejmuje: Boroszków, Cisie-Zagrudzie, Czerniejew, Dąbrówkę-Ług, Dąbrówkę-Niwkę, Nową Dąbrówkę, Dąbrówkę-Stany, Starą Dąbrówkę, Drupię, Gołąbek, Gralę-Dąbrowiznę, Nowaki, Skórzec, Wólkę Kobyla, Żelków-Kolonię oraz częściowo Żebrak, Nowe Iganie i Przywory Duże).